# Aphanopleura
Aphanopleura – rodzaj roślin należący do rodziny selerowatych Apiaceae. Obejmuje według różnych źródeł 3–4, 5 lub 6 gatunków. Występują one w środkowej Azji od Afganistanu po Chiny.

## Morfologia
PokrójRośliny jednoroczne o pędach wyprostowanych, wątłych i niewysokich, korzeń cienki.
LiścieDolne liście dwu- i trzykrotnie pierzasto złożone, górne mniejsze, trójklapowe.
KwiatyBiałe lub różowawe, zebrane w baldaszki, te z kolei w baldach złożony. Szypuły i szypułki kwiatostanu wsparte są pokrywami i pokrywkami. Działki kielicha bardzo zredukowane. Płatki korony jajowate, na końcach zwężone, zaostrzone i zawinięte. Stylopodium niskie, stożkowate, dwa razy krótsze od dwóch szyjek słupka.
OwoceRozłupnie rozpadające się na dwie jajowate do kulistawych rozłupki, słabo spłaszczone bocznie, gęsto omszone i pokryte haczykowatymi kolcami. Żebra słabo zaznaczone lub zaokrąglone.

## Systematyka
Pozycja systematyczna
Rodzaj w obrębie rodziny selerowatych (baldaszkowatych) Apiaceae klasyfikowany jest do podrodziny Apioideae, plemienia Pimpinelleae.
Wykaz gatunków (nazwy zaakceptowane według The Plant List)
- Aphanopleura breviseta (Boiss.) Heywood & Jury
- Aphanopleura capillifolia (Regel & Schmalh.) Lipsky
- Aphanopleura leptoclada (Aitch. & Hemsl.) Lipsky
- Aphanopleura trachysperma Boiss.
- Aphanopleura zangelanica Gagina & Matsenko